# 鹿島共同火力
鹿島共同火力株式会社（かしまきょうどうかりょく、英: Kashima Kyodo Thermal Electric Power Co., Inc）は茨城県鹿嶋市に本社を置く発電事業者である。

## 概要
住友金属工業（現・日本製鉄）の鹿島臨海工業地帯進出に伴い、東京電力との共同出資により設立された企業である。日本製鉄東日本製鉄所鹿島地区で発生する副生ガス（高炉ガス、コークス炉ガス）と低硫黄重油を燃料として火力発電を行い、発生電力を供給している。

## 沿革
- 1968年12月 - 鹿島製鉄所発足
- 1969年12月 - 住友金属工業と東京電力の共同出資により鹿島共同火力設立
- 1971年 1月 - 鹿島製鉄所第1高炉火入れ
- 1973年 7月 - 鹿島共同発電所1号機営業運転開始